# Алякин, Дмитрий Александрович
Дмитрий Александрович Алякин (1989 год) — российский самбист, призёр чемпионата России по боевому самбо, кандидат в мастера спорта России.

## Спортивные результаты
- Чемпионат России по боевому самбо 2009 года — ;
- Первенство России по боевому самбо 2008 года — ;
- Первенство России по боевому самбо 2007 года — ;
- Многократный победитель Чемпионата Приволжского федерального округа по боевому самбо.